# Kurt Masur
Kurt Masur (ur. 18 lipca 1927 w Brzegu, zm. 19 grudnia 2015 w Greenwich) – niemiecki dyrygent.

## Życiorys
Urodził się w Brzegu, wówczas niemieckim. W latach 1942–1944 studiował grę na fortepianie i wiolonczeli we Wrocławiu, a następnie kompozycję oraz dyrygenturę w Lipsku. Po studiach obejmował wiele stanowisk dyrygenta w NRD, przewodząc m.in. Drezdeńskiej Orkiestrze Filharmonicznej oraz Gewandhausowi z Lipska, której został Honorowym Dyrygentem.
W 1991 Masur objął posadę dyrektora muzycznego Filharmonii Nowojorskiej po Zubinie Mehcie. W okresie jego kadencji pojawiły się pogłoski o pewnych napięciach pomiędzy nim a dyrektor zarządzającą, Deborah Bordą, w rezultacie których umowa Masura w 2002 nie została przedłużona. W wywiadzie telewizyjnym Kurt Masur oświadczył, że „nie było jego życzeniem” opuszczać NYP. Po skończeniu pracy w NYP Masur został mianowany Dyrektorem Muzycznym Emeritusem; tytuł ten stworzono specjalnie dla niego. Krytycy przyznają, że w okresie swojej pracy Masur udoskonalił występy orkiestry w stosunku do koncertów za jego poprzedników.
W kwietniu 2002 został dyrektorem muzycznym Orchestre National de France. Natomiast w latach 2000–2007 był głównym dyrygentem Londyńskiej Orkiestry Filharmonicznej.
Kurt Masur jest szczególnie znany ze swoich interpretacji niemieckiej muzyki romantycznej. Jego pasją była muzyka Johanna Sebastiana Bacha, Felixa Mendelssohna-Bartholdy'ego, Johannesa Brahmsa i Ludwiga van Beethovena. W 1982 został uhonorowany za swoje osiągnięcia Nationalpreis der Deutschen Demokratischen Republik.
Był związany z opozycją działającą w NRD. 9 października 1989 był mediatorem podczas antyrządowych demonstracji w NRD (w Lipsku), zażegnując konfrontację, mogącą się zakończyć interwencją sił bezpieczeństwa, podobną do tej z placu Tian’anmen, a także inicjatorem i sygnatariuszem odezwy wzywającej władze do nieużywania siły w rozwiązywaniu konfliktów.
Od 1996 dyrygent był honorowym obywatelem Brzegu, w którym w 2005 otwarto Instytut Kurta Masura. W 1999 roku otrzymał tytuł doktora honoris causa Akademii Muzycznej im. Karola Lipińskiego we Wrocławiu. 17 maja 2007 artysta został także honorowym obywatelem Wrocławia.
Jego uczniami są Kahchun Wong, Matthias Manasi i Adrian Prabava.

## Życie prywatne
Kurt Masur był trzykrotnie żonaty. Jego druga żona, z którą miał córkę, zginęła w 1972 w wypadku samochodowym, podczas którego sam Masur został ciężko ranny. Z trzecią żoną, Tomoko, miał syna, który także został dyrygentem.
W 2012 roku przyznał, że cierpi na chorobę Parkinsona. Zmarł 19 grudnia 2015. Pogrzeb Masura odbył się 14 stycznia; został pochowany w honorowym miejscu w gaju położonym na lipskim cmentarzu znajdującym się w południowej części miasta.